# 9 Comae Berenices
9 Comae Berenices är en gulvit stjärna i huvudserien i stjärnbilden Berenikes hår. Stjärnan är av visuell magnitud +6,7 och inte synlig för blotta ögat ens vid god seeing. Den befinner sig på ett avstånd av ungefär 180 ljusår.